# David Lee (football)
Pour les articles homonymes, voir David Lee et Lee.
David Lee Soon Chye (né le 10 avril 1958 à Singapour) est un joueur de football international singapourien, qui évoluait au poste de gardien de but.

## Biographie

### Carrière en sélection
Il reçoit 105 sélections avec l'équipe de Singapour entre 1979 et 1991 [réf. nécessaire].
Il participe avec l'équipe de Singapour à la Coupe d'Asie des nations de 1984.

## Palmarès
Geylang United
- Championnat de Singapour (1) :
  - Champion : 1996.

- Coupe de Singapour (1) :
  - Vainqueur : 1996.